# Doris Michel
Doris Michel, Taufname Doris Marga Michel (* 17. Februar 1948 in Zürich), ist eine Schweizer Malerin, Zeichnerin, Illustratorin, Grafikerin, Objektkünstlerin und Kunstpädagogin.

## Leben und Werk
Doris Michel besuchte von 1964 bis 1965 den Vorkurs an der Kunstgewerbeschule Zürich. Nach einem Sprachaufenthalt in Montpellier bildete sie sich an der Kunstgewerbeschule Zürich zur Grafikerin weiter. Anschliessend arbeitete sie in verschiedenen Grafikateliers und Werbeagenturen. Zudem hielt sie sich regelmässig in London auf.
Doris Michel spezialisierte sich auf Illustrationen und arbeitete selbstständig für verschiedene Redaktionen sowie für einen Buchverlag. Ab 1980 stellte sie ihre Werke in diversen Galerien und dreimal in Gruppenausstellungen im Zürcher Helmhaus aus. Ihr Atelier hat sie u. a. im Atelierhaus Wuhrstrasse in Zürich.
Seit 1983 ist Doris Michel Mitglied der Zürcher Sektion der GSMBA. Von 1983 bis 1999 unterrichtete sie als Dozentin an der F+F Schule für Kunst und Design in Zürich. 1988 richtete sie dort die erste Computerabteilung ein. Zudem eröffnete Doris Michel zusammen mit einer Kollegin das F+F-Atelier in Berlin-Kreuzberg. Während zehn Jahren arbeitete sie dort regelmässig und zeigte ihre Werke in drei Einzelausstellungen in Berlin-Mitte sowie in verschiedenen Gruppenausstellungen. Doris Michel bereiste ab 1995 mehrmals New York City und New Jersey. Dort schuf sie vor allem Zeichnungen und grossformatige Aquarelle.
1999 trat Doris Michelin dem Vorstand des «Berufsverbands visuelle Kunst» (visarte) Zürich bei und war für diesen neun Jahre tätig. Zudem gründete sie mit Peter Jenny die «Gestaltungsschule Zürich» und unterrichtete dort bis 2005. 